# Agnello di Zeri
L'agnello zerasco (o agnello di Zeri) è un prodotto agroalimentare tradizionale toscano e un presidio Slow food. Prende il nome dal Comune di Zeri, dove si concentra l'allevamento e la produzione della pecora zerasca, diffusa soltanto in pochi altri centri della Lunigiana (in quantità comunque molto limitate).

## La pecora zerasca
La zerasca è una razza ovina italiana distintasi nel tempo a causa dell'isolamento geografico delle valli zerasche. Le prime notizie documentate della sua presenza risalgono alla metà del XVIII secolo e l'ipotesi più accreditata circa la sua origine parla di incroci tra una popolazione autoctona, alcune razze del Settentrione (come la biellese e la bergamasca) e altri ceppi appenninici. Negli anni sessanta e settanta è stato fatto largo uso di incroci con la razza massese ma da anni gli allevatori cercano di mantenere le peculiarità degli ovini zeraschi.. Viene allevata soprattutto per le carni, mentre la produzione casearia e lanifera, pur riscoperte negli ultimi anni, hanno ancora un'importanza secondaria.

### Consistenza numerica
La popolazione contava 3110 capi al 31 dicembre 2004
scesi a 2050 al 31 dicembre 2006 
. L'esiguità dei volumi produttivi rende l'agnello zerasco inadeguato alla commercializzazione di massa e ne fa una specialità esclusivamente locale.

## Il consorzio di tutela
Un ente appositamente creato nel 2001, il Consorzio per la valorizzazione e la tutela della pecora e dell'agnello di Zeri, vigila sul rispetto del disciplinare di allevamento ed è impegnato nella promozione di tutta la economia culturale legata alla pecora autoctona. Tra i risultati va annoverata anche la riscoperta di un tessuto tipico della Lunigiana e dei costumi contadini, la mezzalana, una stoffa realizzata incrociando un ordito di canapa con una trama in lana.

### Disciplinare
Secondo il disciplinare l'allevamento deve lasciare il bestiame allo stato semi-brado e l'alimentazione degli agnelli deve essere rigorosamente a base di latte materno e di erba e fieno locale. I capi, capaci di adattarsi molto bene alle difficili condizioni climatiche dell'Appennino, restano quasi tutto l'anno nei pascoli, localizzati ad un'altezza tra 600 e 1200 metri, e solo durante la stagione invernale vengono tenuti nell'ovile e alimentati con il fieno prodotto dai pascoli stessi.

## Uso in cucina
L'elevata qualità delle carni dell'agnello di Zeri è dovuta sia alle caratteristiche della razza, che produce tra l'altro un latte molto nutriente per l'alto contenuto proteico e lipidico, sia al rigoroso disciplinare che impone che i capi vivano e si alimentino in un ambiente poco antropizzato e relativamente incontaminato.
Può essere consumato fritto, in umido, alla brace o al forno, accompagnato dall'altrettanto tipica patata di Zeri. La ricetta tradizionale prevede però l'utilizzo dei testi, particolari pentole di ghisa dotate di coperchio che vengono messe a scaldare sulla brace e garantiscono un risultato a metà tra la cottura al forno e la cottura al vapore.